# 品川町 (弘前市)
品川町（しながわまち）は、江戸期から現在にかけての青森県弘前市の地名。郵便番号は036-8183。2017年6月1日現在の人口は598人、世帯数は315世帯。

## 地理
松森町・土手町・青森県道260号石川百田線に寄り添う形で北西部から南東部に位置する道筋の町で、青森県道109号弘前平賀線が東西に横断する。町域の北部から東部にかけて土手町、東部から南東部にかけて松森町、南部は富田町、南西部は大富町、南西部から西部にかけて御幸町、北西部は富田・住吉町・山道町に接する。

## 歴史
- 寛文13年 - 侍丁とあり、道路は不完全ながらも設けられているが屋敷割りはされていない（弘前中惣屋敷絵巻）。
- 延宝5年 - 町割りが完成し、西部から一～十丁目までが実在したが大部分が空屋敷。その後十丁目までは使用されなくなる（弘前惣御絵巻）。
- 元禄年間 - 武家屋敷郭外移転により、当地へ小人町の御徒屋敷が移転（国日記）。
- 元禄8年 - 飢饉が起こり、当地の南部に大穴を掘り、飢餓者を埋める（平山日記）。
- 享保4年頃 - 土手後町に町家90軒、武家屋敷3軒、社家山辺庄太夫、覚勝院の屋敷がある（町家数円）。
- 宝暦6年 - 武家屋敷が若干数、町家110軒と弁天社地がある（富田町支配屋敷舗改大帳）。弁天社は大同2年に創建され、「安政2年神社書上帳」には胸肩宮とあり、現在の胸肩神社。
- 文久元年 - 定府の藩士の帰国に際し、裏通りに長屋を建てる（津軽歴代記類）
- 明治初年 - 「国誌」によれば、町の状況は「上は町頭田畑の界より下は山道町に至る長七丁三十間一尺四寸、幅五間、貫属半数雑居す、家数凡て二百八軒」のほかに、当地の胸肩神社の末社に春日神社・稲荷神社も記されている。
- 1870年（明治3年） - 侍町とある（弘前図）。以降当地は住宅・商家雑居の町で、東部に住宅、西部に商家・開業医が多く見られ、西部は医者町とも通称され、呼ばれる。
- 1902年（明治35年） - 当地南側に第二大成小学校（当時は男子校）開校。
- 1917年（大正6年）・1928年（昭和3年） - 富田地区の二度の大火で第二大成小学校が類焼。

### 沿革
- 江戸期 - 弘前城下の一町。
- 延宝元年 - 土手後町・土手後新町と称する。また、「国日記」元禄2年3月の記事によれば、土手後新町名手長左衛門の支配下になり、初めて地子銀を課した旨があることから延宝元年までに土手後町・土手後新町が誕生していたことになる。
- 明治初年～明治22年 - 弘前を冠称。
- 1928年（昭和3年） - 賦課戸数183。
- 1950年（昭和25年） - 世帯数291世帯、人口1242人。
- 1956年（昭和31年） - 町名地番改正で第二大成小学校の所在地が御幸町となる。
- 1975年（昭和50年） - 世帯数303世帯、人口1023人。

### 地名の由来
かつての土手新後町名主、長左衛門の苗字とされるが定かではない。

## 施設

### 医療
- 木村歯科医院
- 弘前さくらクリニック
- 野呂クリニック
- あおもりPET画像検診センター
- さいとう調剤薬局
- ひかり調剤薬局
- 藤盛医院
- 羽田皮ふ科
- 鳴海病院
  - 鳴海病院健康管理センター
  - 鳴海病院第2MRI棟

### 福祉
- 弘前乳児院
- デイサービスセンターあさひ
- ケアサービス弘前在宅介護支援事業所

### 商業
- 三ツ矢交通松森町営業所
- ポーラ南弘前営業所
- じんま薬店

### 神社
- 胸肩神社
- 龍神宮
- 正一位伏見稲荷神社

### 消防
- 弘前市消防団南地区団第四分断消防屯所

### 郵便
- 弘前郵便局弘前品川町局

## 小・中学校の学区
市立小・中学校に通う場合、学区は以下の通りとなる。
| 大字   | 番・番地 | 小学校                 | 中学校             |
| ------ | -------- | ---------------------- | ------------------ |
| 品川町 | 一部     | 弘前市立大成小学校     | 弘前市立第三中学校 |
| 品川町 | 一部     | 弘前市立第三大成小学校 | 弘前市立第三中学校 |

## 交通
- 弘南バス
  - 住吉入口（弘前 - 小栗山・狼森線、他）停留所。
  - 松森町角（弘前駅 - 座頭石線、他）停留所。
  - 中央松森町、上土手町、土手町十文字（土手町循環100円バス、弘前 - 大鰐・碇ヶ関線、他）停留所。